# Stanisław Kosior

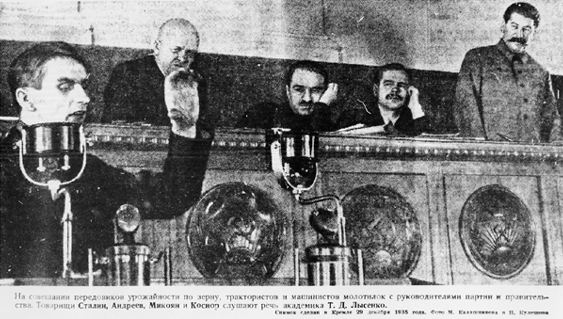
Od lewej Trofim Łysenko, Stanisław Kosior, Anastas Mikojan, Andriej Andriejew, Józef Stalin. Kreml, Pałac Zjazdów 1935

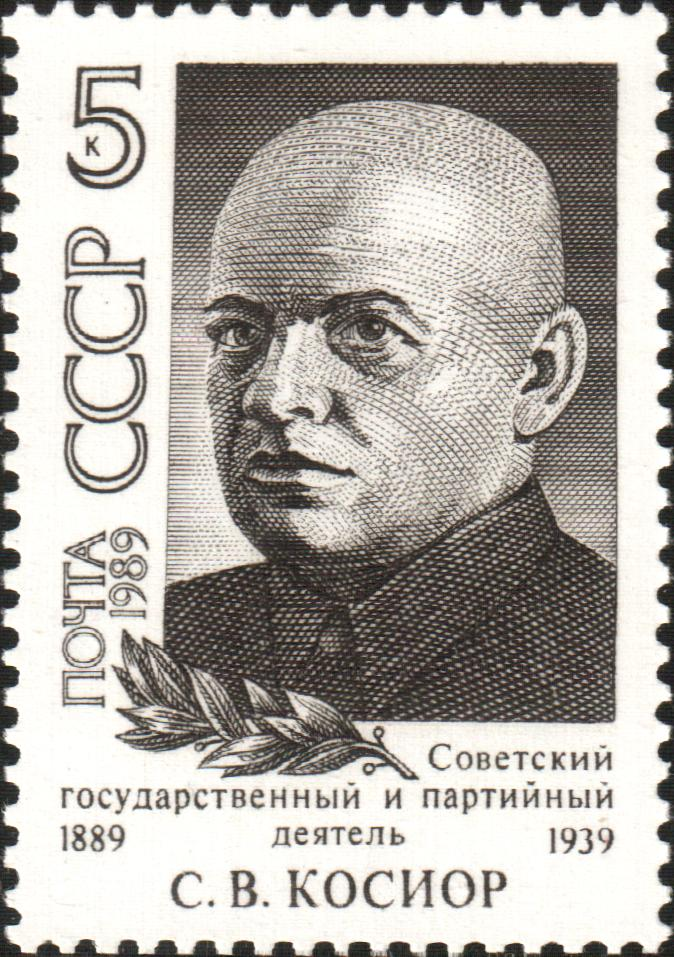
Znaczek pocztowy Związku Radzieckiego, Stanisław Kosior, 1989 (Michel 6001, Scott 5812)

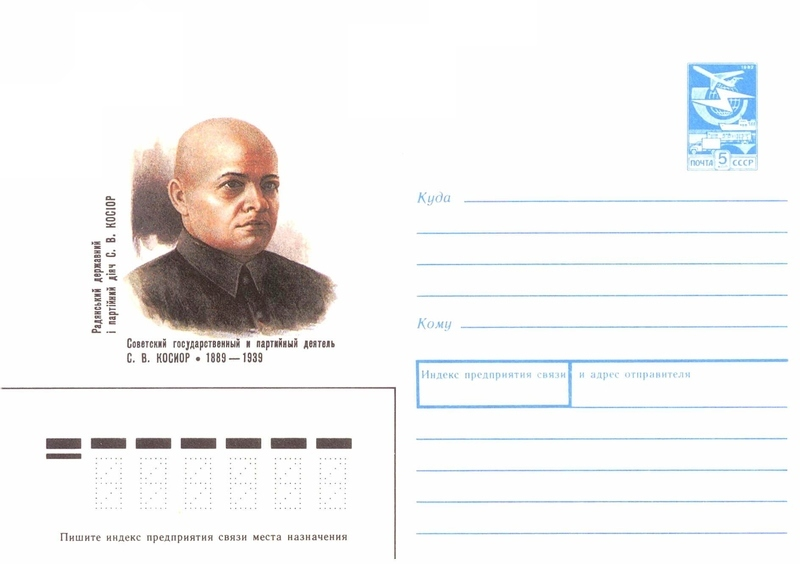
Radziecka koperta pocztowa z wizerunkiem Stanisława Kosiora

Stanisław Kosior, ukr. Станісла́в Віке́нтійович Косіо́р (ur. 18 listopada 1889 w Węgrowie, zm. 26 lutego 1939 w Moskwie) – działacz komunistyczny polskiego pochodzenia, polityk Ukraińskiej Socjalistycznej Republiki Radzieckiej w okresie przymusowej kolektywizacji rolnictwa i wielkiego głodu, sekretarz generalny KC Komunistycznej Partii (bolszewików) Ukrainy (KP(b)U) (1928–1934), I sekretarz KP(b)U (1934–1938), wiceprzewodniczący Rady Komisarzy Ludowych ZSRR (wicepremier ZSRR) (1938), członek Komitetu Centralnego RKP(b)/WKP(b) (1924–1938), zastępca członka Politbiura KC WKP(b) (1927–1930), członek Politbiura WKP(b) (1930–1938), sekretarz KC WKP(b) (1926–1928).

## Życiorys
Urodził się na Podlasiu w rodzinie polskich robotników. Wyemigrował za chlebem do Sulina, gdzie ukończył szkołę zawodową i zapisał się tam w 1907 roku do SDPRR. Był członkiem komitetu bolszewickiego w donieckich zakładach metalurgicznych. Po 1913 jako dobrze zapowiadającemu się działaczowi zlecono mu pracę w Moskwie, Kijowie i Charkowie. W 1915 roku za swą „pracę wywrotową” zesłany na Sybir. Po rewolucji lutowej znalazł się w Piotrogrodzie i został tam członkiem Narewskiego Komitetu Dzielnicowego oraz szefem piotrogrodzkiego oddziału SDPRR(b).
Uczestnik rewolucji październikowej. Prowadził działalność konspiracyjną na okupowanej po pokoju brzeskim przez Armię Cesarstwa Niemieckiego i Armię Austro-Węgier Ukrainie, organizował struktury komunistyczne na Prawobrzeżu. W czasie rokowań brzeskich przeciwnik zbytnich ustępstw na rzecz Niemiec. W 1920 roku został sekretarzem KP(b)U, w 1922 zaś sekretarzem syberyjskiego oddziału RKP(b). Od 1924 członek WKP(b), 1925–1928 sekretarz KC WKP(b). W 1928 mianowany sekretarzem generalnym KP(b)U.

## Działalność na Ukrainie
Lata jego sekretarzowania w ukraińskiej partii komunistycznej przypadają na okres radykalnych zmian w ukraińskim rolnictwie. Od 1929 roku Kosior jako przedstawiciel władzy komunistycznej forsuje politykę przymusowej kolektywizacji (likwidacji indywidualnych gospodarstw rolnych i oparcia rolnictwa na kołchozach lub sowchozach). Po jego wystąpieniu na plenum KC WKP(B)U wiosną 1929 roku podjęto inicjatywę o podwyższeniu na Ukrainie wskaźników kolektywizacji i objęcia kołchozami zwartych obszarów obejmujących całe rejony, a nawet okręgi. Jednocześnie na Ukrainie sowieckiej prowadzona jest kampania tzw. walki z kułactwem, czyli polityka represji wymierzonych przeciw indywidualnym gospodarstwom chłopskim (rozkułaczanie). Kosior uczestniczył we wprowadzaniu w życie postanowień tzw. „dekretu o likwidacji kułactwa”, co w praktyce sprowadzało się do przełamywania oporu chłopów wobec kolektywizacji poprzez terror, masowe deportacje do łagrów lub zesłanie.
Wypowiadał się przeciwko możliwości przyjmowania tzw. rozkułaczonych do kołchozów, co oznaczało pozostawienie osób, którym skonfiskowano majątki, bez środków do życia i wymuszało ich emigrację do miast. Kosior jest autorem stwierdzenia, że „kułaka nie wolno dopuszczać do kołchozu nawet na odległość strzału armatniego”.
Uważany za jedną z osób odpowiedzialnych za wywołanie wielkiego głodu w latach 1932–1934. W tym okresie Kosior był inicjatorem stosowania na Ukrainie wobec opornych chłopów tzw. kar w naturze (jeżeli chłop nie chciał wydać ziarna, odbierano mu wszelką inną żywność), a w odniesieniu do całych miejscowości tzw. „czarnych tablic” (całkowita blokada wsi przy użyciu wojsk OGPU dla pozbawienia jakichkolwiek możliwości zaopatrzenia w żywność, czyli kara śmierci głodowej stosowana zbiorowo).

## Szczyt kariery i upadek
Od 1938 roku zastępca szefa Rady Komisarzy Ludowych ZSRR oraz przewodniczący Komisji Kontroli Radzieckiej. Od 1930 członek politbiura KC WKP(b). W 1935 roku odznaczony Orderem Lenina. 
W okresie „wielkiej czystki” 3 maja 1938 roku aresztowany przez NKWD, torturowany w śledztwie. 26 lutego 1939 roku skazany na śmierć przez Kolegium Wojskowe Sądu Najwyższego ZSRR z zarzutu o organizację szpiegowsko-powstańczej i dywersyjno-szkodniczej działalności na Ukrainie i kierowanie ośrodkiem spiskowym w łączności z POW. Rozstrzelany tego samego dnia. Ciało skremowano w krematorium na Cmentarzu Dońskim, prochy pochowano anonimowo.
W czasie wielkiego terroru zginęła jego żona Jelizawieta oraz trzech jego braci: Michał, Kazimierz i Władysław. Jego 16-letnia córka podczas przesłuchania ojca została zgwałcona na jego oczach przez funkcjonariuszy NKWD, po czym z rozpaczy popełniła samobójstwo, rzucając się pod pociąg.

## Rehabilitacja w ZSRR
Został zrehabilitowany 14 marca 1956 roku postanowieniem Kolegium Wojskowego SN ZSRR. 
W czasach ZSRR był patronem rozgłośni kijowskiej Radia USRR (do usunięcia ze stanowiska 1938) (Radio Kosior). W Kijowie do 2008 roku znajdował się przy ul. Artioma pomnik – popiersie Stanisława Kosiora dłuta Iwana Makogona, jednak decyzją ministerstwa kultury i władz miasta zostało ono w listopadzie tego roku usunięte i przeniesione na Cmentarz Bierkowiecki.

## Śledztwo na Ukrainie w sprawie wielkiego głodu i wyrok sądu w sprawie Kosiora
25 maja 2009 roku Służba Bezpieczeństwa Ukrainy wszczęła oficjalne śledztwo w sprawie Wielkiego Głodu 1932–1933 jako zbrodni ludobójstwa.
Po zakończeniu śledztwa w listopadzie 2009, w styczniu 2010 roku Prokuratura Generalna Ukrainy skierowała do sądu akt oskarżenia. 13 stycznia 2010 roku Sąd Apelacyjny w Kijowie po rozpoznaniu sprawy uznał Józefa Stalina, Wiaczesława Mołotowa, Łazara Kaganowicza, Pawła Postyszewa, Stanisława Kosiora, Własa Czubara i Mendla Chatajewicza za winnych zbrodni ludobójstwa określonych w art. 442 par. 1 kodeksu karnego Ukrainy i umorzył jednocześnie postępowanie karne w związku ze śmiercią oskarżonych.